# Batoti
Batoti är en ort i Indien.   Den ligger i unionsterritoriet Jammu och Kashmir, i den norra delen av landet, 500 km norr om huvudstaden New Delhi. Batoti ligger 1 547 meter över havet och antalet invånare är 4 209.
Terrängen runt Batoti är bergig. Runt Batoti är det ganska tätbefolkat, med 104 invånare per kvadratkilometer. Närmaste större samhälle är Rāmban, 15,4 km norr om Batoti. Trakten runt Batoti består till största delen av jordbruksmark.